# Wital Kutusau
Wital Kutusau (russisch Witali Kutusow, * 20. März 1980 in Pinsk, Sowjetunion) ist ein ehemaliger belarussischer Fußballspieler, er spielt auf der Position eines Stürmers.

## Karriere
Kutusau startete seine Laufbahn bei BATE Baryssau. Hier empfahl er sich dank seiner regelmäßigen Tore für eine Karriere im Ausland. Zur Saison 2001/02 war es dann der AC Mailand, der sich die Dienste des belarussischen Nationalspielers sicherte. Jedoch spielte er in Mailand nur zweimal, weshalb er in der folgenden Saison an Sporting Lissabon ausgeliehen wurde, wo er regelmäßig zum Einsatz kam. Zur Saison 2003/04 wechselte er zum damaligen Serie-B-Verein US Avellino, hier erzielte er in 42 Spielen 15 Treffer, weshalb Sampdoria Genua ihn für die Saison 2004/05 verpflichtete. Nachdem er hier in der ersten Saison zumeist zur Stammelf gehört hatte, musste er sich in der Saison 2005/06 häufiger mit einer Reservistenrolle begnügen. 2006 wechselte er zu Parma, auch dort war er in seinem ersten Jahr nur Joker, weswegen er in seinem zweiten Jahr an Pisa Calcio ausgeliehen wurde. Dort war er Stammspieler und erzielte in 37 Spielen 10 Tore. Im Januar 2009 verließ er dann endgültig den FC Parma und schloss sich der AS Bari an.